# Stéphane Laporte (producteur)
 (mars 2021).
Pour les articles homonymes, voir Stéphane Laporte et Laporte.
Stéphane Laporte, C.M. est un auteur, concepteur, réalisateur et producteur québécois.

## Biographie
Au milieu des années 1980, après des études en Droit à l'université de Montréal où il est notamment rédacteur en chef du Pigeon dissident, il devient collaborateur au magazine CROC, puis l'auteur et le directeur artistique des spectacles de l'imitateur André-Philippe Gagnon, présentés à travers le monde, de Montréal à Brisbane, en passant par Paris et Las Vegas.
À la télé, sa longue et fructueuse série de collaborations avec l'animatrice et productrice Julie Snyder donne naissance à de nombreux succès, couvrant plusieurs décennies, du magazine culturel L'enfer c'est nous autres (Radio-Canada) au talk-show diffusé dans toute la francophonie, L'Été indien (TVA, France 2 et TV5), co-animé par Michel Drucker. Laporte adapte, pour le Québec, les grands formats Star Académie (TVA), Le Banquier (TVA), La Voix (TVA) et La Voix Junior (TVA) qui se hissent en première position des cotes d'écoute. En 2010, il réalise pour le grand écran, le film Céline autour du monde, documentaire sur la tournée mondiale de Céline Dion, projeté sur toute la planète.
Il signe aussi quatre Bye Bye (1993,1994,1995,1996 - Radio-Canada) et conçoit les émissions cultes La Fin du monde est à 7H (TQS) avec Marc Labrèche et Infoman (Radio-Canada) avec Jean-René Dufort. 
Devant la caméra, il est juge à l'émission Les auditions de Star Académie (2003,2004,2005,2009,2012 - TVA).
À l'été 2019, il entame une collaboration régulière à l'émission Parasol et Gobelets sur Ici-Première, la première chaîne de Radio-Canada.
Hiver 2020, il est le concepteur et producteur associé du nouveau talk-show de fin de soirée, La Semaine des 4 Julie animé par Julie Snyder et diffusé sur V.
Depuis 1996, Stéphane Laporte écrit dans le journal La Presse, une chronique hebdomadaire très populaire.
Le 29 décembre 2022, il a été fait Membre de l'Ordre du Canada.

## Publications
- Stéphane Laporte, Chroniques du dimanche, t. 1, Éditions La Presse, 2003 (ISBN 2-923194-01-2).
- Stéphane Laporte, Chroniques du dimanche, t. 2, Éditions La Presse, 2004 (ISBN 2-923194-08-X).
- Stéphane Laporte, Chroniques du dimanche, t. 3, Éditions La Presse, 2006, 292 p. (ISBN 978-2-923194-37-0).
- Stéphane Laporte, Chroniques du dimanche, t. 4, Éditions La Presse, 2014 (ISBN 978-2-89705-268-3).

## Concepts originaux
Concepts développés par Stéphane Laporte pour la télévision.
- L'Enfer c'est nous autres
- Les Couche-tôt
- La Vie est un sport dangereux
- Le Bonheur est dans la télé
- La fin du monde est à sept heures
- 2000 ans de bogues
- On fait ça seulement le samedi soir
- Infoman
- Canal des Nouvelles Modifiées
- Demandes spéciales
- La Série Montréal-Québec
- L'Été Indien
- La Semaine des 4 Julie

## Céline Dion
Stéphane Laporte a collaboré à la conception et à la réalisation de ces productions mettant en vedette Céline Dion.
- Céline 25 ans d'amour / Spécial Télé (Productions J)
- A New Day / DVD (Productions J)
- Les adieux de Céline à Las Vegas / Spécial Télé (Productions J)
- Céline sur les Plaines / DVD (Productions J)
- Céline d'Elles / Spécial Télé (Productions J)
- Céline autour du monde / DVD (Productions J)
- Céline sans attendre / Spécial Télé (Productions J)
- 3 boys and a new show (Oprah Winfrey Network) (Productions J)
- Céline Maintenant (Productions Déferlantes)

## Divers
En tant que juge pour Star Académie et La Voix, Stéphane Laporte a auditionné plus de 50 000 artistes. Il a participé à la découverte de nombreux talents dont : Marie-Mai, Charlotte Cardin, Matt Holubowski, Dominique Fils-Aimé, Annie Villeneuve, Brigitte Boisjoli, Ludovick Bourgeois, Marie-Élaine Thibert, Soran et plusieurs autres.
- Auteur de la chanson Dans chacun de mes silences de Marie-Élaine Thibert, dont la musique est signée Marc Déry.
- Producteur au contenu et réasaliteur de la série 24CH mettant en vedettes les Canadiens de Montréal. (2013)
- Directeur artistique du spectacle d’Éric Lapointe, intitulé Le Show de ma vie, dans le cadre du Festival d’Été de Québec présenté les Plaines d’Abraham, en juillet 2019, devant plus de 70 000 personnes.
- Directeur artstique La Voix Junior 1 et 2 en spectacle (2016-2017)
- Directeur artistique La Voix 5 en spectacle (2017)
- Concepteur et réalisateur de la campagne publicitaire Allez Hop, Cascade! pour les concessaires GM du Québec, mettant en vedette André-Philippe Gagnon (1988-1992)

## Implications
- Porte-parole des Prix à part entière pour l'Office des personnes handicapées du Québec. (2012, 2014, 2016, 2018, 2020)
- Co-président d’honneur des festivités du 250e anniversaire du Collège de Montréal.